# Francisco Aranda
Francisco Aranda (Caracas, Venezuela, 18 de mayo de 1798 - Ibídem, 26 de octubre de 1873) fue un abogado y legislador venezolano. Fue diputado varias veces representando a la provincia de Caracas en varias oportunidades. Entre 1847 y 1851 fue miembro del senado y durante los dos últimos años llegó a presidirlo.

## Vida
Desde temprana edad, demostró un alto coeficiente intelectual, a los seis años de edad ya había aprendido latín y a los diez recibió un premio literario por parte de la Universidad de Caracas. En 1816, arregló la contabilidad de la Contaduría Mayor de Caracas en su cargo de funcionario, y en 1819, se graduó en derecho civil. Luchó bajo las órdenes del general José Francisco Bermúdez en contra del coronel José Pereira en la colina de El Calvario. Al concluir la Batalla de Carabobo, Aranda ejerce como auditor de marina y como asesor de la Intendencia del departamento de Venezuela, al mismo tiempo, se encargó de la redacción para el periódico El Iris de Venezuela.
Participó en la Convención de Ocaña donde se puso del lado de las ideas de Simón Bolívar. En 1830, es diputado por la provincia de Caracas en el Congreso constituyente de Bogotá. Después de la disolución de la Gran Colombia, Aranda se dedicó a ejercer como abogado y se apartó un poco de la vida pública.
En el año de 1834, es nuevamente electo como diputado, esta vez representando a Caracas ante el Congreso de Venezuela. Entre 1835 y 1836, es una de las personas encargas de redactar el Código de Procedimiento Judicial el cual estuvo redactado en gran medida por él, debido a esto se le conoció por mucho tiempo como el Código Aranda. En 1842, es nombrado como secretario de Hacienda y Relaciones Exteriores, en los años siguiente fue también candidato para la vicepresidencia del país apoyado por el Partido Liberal.
Entre 1844 y 1845, Aranda redacta un proyecto para la creación de un Instituto de Crédito Territorial que tuviese el fin de fomentar las actividades agropecuarias en el país, pero este fue denegado y vetado por el presidente Carlos Soublette. Es nombrado como secretario del Interior y Justicia en tres oportunidades: en 1851, durante la presidencia de José Gregorio Monagas; en 1855, durante la presidencia de José Tadeo Monagas; y en 1856, de regreso de una misión diplomática en Washington como ministro plenipotenciario. Entre 1862 y 1863 fue miembro de la Comisión Revisora de los Códigos.
Desde el 18 de mayo de 1898 sus restos reposan en el Panteón Nacional.

## Vida personal
Aranda fue masón en grado 33.